# Gimnasia en los Juegos Olímpicos de Londres 2012 – Gimnasia artística concurso completo individual masculino
El evento de concurso completo individual masculino de gimnasia artística en los Juegos Olímpicos de Londres 2012 tomó lugar el 1 de agosto en el North Greenwich Arena.

## Horario
Todos los horarios están en Tiempo Británico (UTC+1)
| Fecha                          | Tiempo | Ronda  |
| ------------------------------ | ------ | ------ |
| Miércoles, 1 de agosto de 2012 | 16:30  | Finals |

### Clasificación
| Posición | País                       |        |        |        |        |        |        | Total  |
| -------- | -------------------------- | ------ | ------ | ------ | ------ | ------ | ------ | ------ |
| 1        | Danell Leyva (USA)         | 15.100 | 14.866 | 14.600 | 15.500 | 15.333 | 15.666 | 91.265 |
| 2        | David Belyavskiy (RUS)     | 15.100 | 14.900 | 14.366 | 16.300 | 15.300 | 14.866 | 90.832 |
| 3        | Fabian Hambüchen (GER)     | 15.133 | 14.100 | 14.766 | 15.833 | 15.300 | 15.633 | 90.765 |
| 4        | John Orozco (USA)          | 15.166 | 14.766 | 15.066 | 15.800 | 14.533 | 15.266 | 90.597 |
| 5        | Kristian Thomas (GBR)      | 15.366 | 14.133 | 14.566 | 16.200 | 15.625 | 15.366 | 90.256 |
| 6        | Mykola Kuksenkov (UKR)     | 14.533 | 14.900 | 15.000 | 15.766 | 15.066 | 14.666 | 89.931 |
| 7        | Marcel Nguyen (GER)        | 14.433 | 13.900 | 15.100 | 14.875 | 15.535 | 15.000 | 89.833 |
| 8        | Emin Garibov (RUS)         | 14.533 | 14.233 | 14.633 | 15.233 | 15.600 | 15.566 | 89.798 |
| 9        | Kōhei Uchimura (JPN)       | 15.766 | 12.466 | 14.966 | 16.033 | 15.533 | 15.000 | 89.764 |
| 10       | Daniel Purvis (GBR)        | 15.200 | 13.400 | 15.033 | 16.100 | 14.733 | 14.733 | 89.199 |
| 11       | Sergio Sasaki (BRA)        | 14.533 | 14.033 | 14.633 | 16.200 | 15.200 | 14.533 | 89.132 |
| 12       | Alexander Shatilov (ISR)   | 15.633 | 14.133 | 14.033 | 15.533 | 14.700 | 15.000 | 89.032 |
| 13       | Oleg Verniaiev (UKR)       | 15.033 | 14.366 | 14.600 | 16.333 | 14.566 | 14.066 | 88.964 |
| 14       | Cyril Tommasone (FRA)      | 14.500 | 15.333 | 14.166 | 15.466 | 15.100 | 14.133 | 88.698 |
| 15       | Fabián González (ESP)      | 15.266 | 14.733 | 14.033 | 16.000 | 13.333 | 15.000 | 88.365 |
| 16       | Javier Gómez Fuertes (ESP) | 14.833 | 13.833 | 13.900 | 15.958 | 15.066 | 14.544 | 88.123 |
| 18       | Koji Yamamuro (JPN)        | 14.433 | 14.400 | 14.900 | 15.333 | 14.200 | 14.366 | 87.632 |
| 19       | Claudio Capelli (SUI)      | 14.766 | 14.133 | 14.133 | 15.200 | 14.600 | 14.766 | 87.598 |
| 21       | Enrico Pozzo (ITA)         | 14.766 | 13.633 | 14.033 | 15.600 | 14.366 | 14.500 | 86.898 |
| 23       | Kim Soo-Myun (KOR)         | 14.766 | 13.433 | 13.833 | 15.666 | 14.700 | 13.933 | 86.331 |
| 24       | Paolo Ottavi (ITA)         | 14.266 | 13.700 | 14.866 | 14.933 | 14.500 | 14.066 | 86.331 |
| 25       | Flavius Koczi (ROU)        | 15.666 | 13.400 | 14.600 | 16.066 | 13.500 | 12.633 | 85.865 |
| 27       | Joshua Jefferis (AUS)      | 13.800 | 13.433 | 14.533 | 15.500 | 14.566 | 13.766 | 85.598 |
| 28       | Roman Kulesza (POL)        | 13.933 | 12.966 | 13.466 | 14.900 | 14.700 | 14.733 | 84.698 |

Solamente dos gimnastas de cada país pueden avanzar a la final de concurso completo. Por lo tanto, en algunos casos, un tercer gimnasta con alta calificación puede calificar, pero no avanzan a la final debido a la cuota. Los gimnastas que tuvieron alta calificación y que no avanzaron a la Final fueron:
- Philipp Boy (GER) (17 lugar)
- Oleg Stepko (UKR) (20 lugar)
- Kazuhito Tanaka (JPN) (22 lugar)
- Sergio Muñoz (ESP) (26 lugar)

El 30 de julio, Koji Yamamuro se golpeó haciendo Caballete durante la final del concurso en equipo masculino. Como resultado, se anunció que él no competiría en el concurso completo individual masculino, y que su compañero, Kazuhito Tanaka lo reemplazaría.

## Resultados

### Final
| Rank              | País                       | · Suelo     | · Caballo con aros | · Anillas    | · Caballete  | · Barras paralelas | · Barra fija | Total  |
| ----------------- | -------------------------- | ----------- | ------------------ | ------------ | ------------ | ------------------ | ------------ | ------ |
| Medalla de oro    | Kōhei Uchimura (JPN)       | 15.100 (8)  | 15.066 (2)         | 15.333 (2)   | 16.266 (1)   | 15.325 (7)         | 15.600 (2)   | 92.690 |
| Medalla de plata  | Marcel Nguyen (GER)        | 15.300 (5)  | 13.666 (17)        | 15.366 (1)   | 15.666 (9)   | 15.833 (=1)        | 15.200 (4)   | 91.031 |
| Medalla de bronce | Danell Leyva (USA)         | 15.366 (4)  | 13.500 (19)        | 14.733 (14)  | 15.566 (10)  | 15.833 (=1)        | 15.700 (1)   | 90.698 |
| 4                 | Mykola Kuksenkov (UKR)     | 14.633 (11) | 14.600 (5)         | 15.200 (=3)  | 15.533 (=11) | 15.400 (=4)        | 15.066 (6)   | 90.432 |
| 5                 | David Belyavskiy (RUS)     | 14.466 (15) | 14.866 (3)         | 14.833 (9)   | 16.200 (3)   | 15.166 (10)        | 14.766 (12)  | 90.297 |
| 6                 | Kazuhito Tanaka (JPN)      | 14.166 (18) | 13.433 (20)        | 15.200 (=3)  | 15.533 (=11) | 15.500 (3)         | 15.575 (3)   | 89.407 |
| 7                 | Kristian Thomas (GBR)      | 15.566 (2)  | 14.566 (6)         | 14.633 (15)  | 14.908 (20)  | 14.733 (=17)       | 15.000 (7)   | 89.406 |
| 8                 | John Orozco (USA)          | 15.433 (3)  | 12.566 (23)        | 15.200 (=3)  | 15.900 (8)   | 15.266 (8)         | 14.966 (=8)  | 89.331 |
| 9                 | Fabián González (ESP)      | 14.600 (12) | 14.733 (4)         | 13.966 (23)  | 16.133 (4)   | 14.400 (=21)       | 15.166 (5)   | 88.998 |
| 10                | Sergio Sasaki (BRA)        | 14.233 (17) | 14.366 (=7)        | 14.233 (17)  | 16.100 (5)   | 15.200 (9)         | 14.833 (=10) | 88.965 |
| 11                | Oleg Verniaiev (UKR)       | 14.533 (13) | 13.966 (14)        | 14.866 (=7)  | 16.233 (2)   | 15.033 (12)        | 14.300 (17)  | 88.931 |
| 12                | Alexander Shatilov (ISR)   | 15.600 (1)  | 14.266 (=9)        | 14.200 (=18) | 15.133 (18)  | 14.400 (=21)       | 14.833 (=10) | 88.432 |
| 13                | Daniel Purvis (GBR)        | 15.166 (7)  | 14.266 (=9)        | 14.800 (=10) | 16.000 (=6)  | 13.600 (24)        | 14.500 (=13) | 88.332 |
| 14                | Emin Garibov (RUS)         | 14.475 (14) | 14.233 (11)        | 14.866 (=7)  | 14.833 (21)  | 15.366 (6)         | 14.233 (18)  | 88.006 |
| 15                | Fabian Hambüchen (GER)     | 15.200 (6)  | 13.266 (21)        | 14.800 (=10) | 14.766 (22)  | 15.400 (=4)        | 14.333 (16)  | 87.765 |
| 16                | Cyril Tommasone (FRA)      | 13.500 (22) | 15.333 (1)         | 14.400 (16)  | 15.358 (16)  | 15.000 (13)        | 14.066 (20)  | 87.657 |
| 17                | Claudio Capelli (SUI)      | 14.866 (9)  | 14.366 (=7)        | 14.166 (20)  | 14.566 (23)  | 14.850 (15)        | 14.500 (=13) | 87.314 |
| 18                | Enrico Pozzo (ITA)         | 14.700 (10) | 13.900 (15)        | 14.000 (=21) | 15.466 (=13) | 14.533 (20)        | 14.433 (15)  | 87.032 |
| 19                | Joshua Jefferis (AUS)      | 14.066 (19) | 13.533 (18)        | 14.800 (=10) | 15.433 (15)  | 14.900 (14)        | 14.133 (19)  | 86.865 |
| 20                | Kim Soo-Myun (KOR)         | 12.266 (24) | 13.700 (16)        | 14.200 (=18) | 16.000 (=6)  | 14.641 (19)        | 14.966 (=8)  | 85.773 |
| 21                | Jimmy Verbaeys (BEL)       | 13.933 (20) | 14.033 (=12)       | 14.000 (=21) | 15.266 (17)  | 14.833 (16)        | 13.166 (23)  | 85.231 |
| 22                | Paolo Ottavi (ITA)         | 12.466 (23) | 14.033 (=12)       | 15.016 (6)   | 15.000 (19)  | 14.100 (23)        | 14.033 (21)  | 84.648 |
| 23                | Javier Gómez Fuertes (ESP) | 14.266 (16) | 12.433 (24)        | 14.800 (=10) | 15.466 (=13) | 14.733 (=17)       | 12.733 (24)  | 84.431 |
| 24                | Roman Kulesza (POL)        | 13.866 (21) | 13.000 (22)        | 13.866 (24)  | 14.400 (24)  | 15.100 (11)        | 13.933 (22)  | 84.165 |

El número en paréntesis indica el ranking.